# Catedral de Tsalendshija

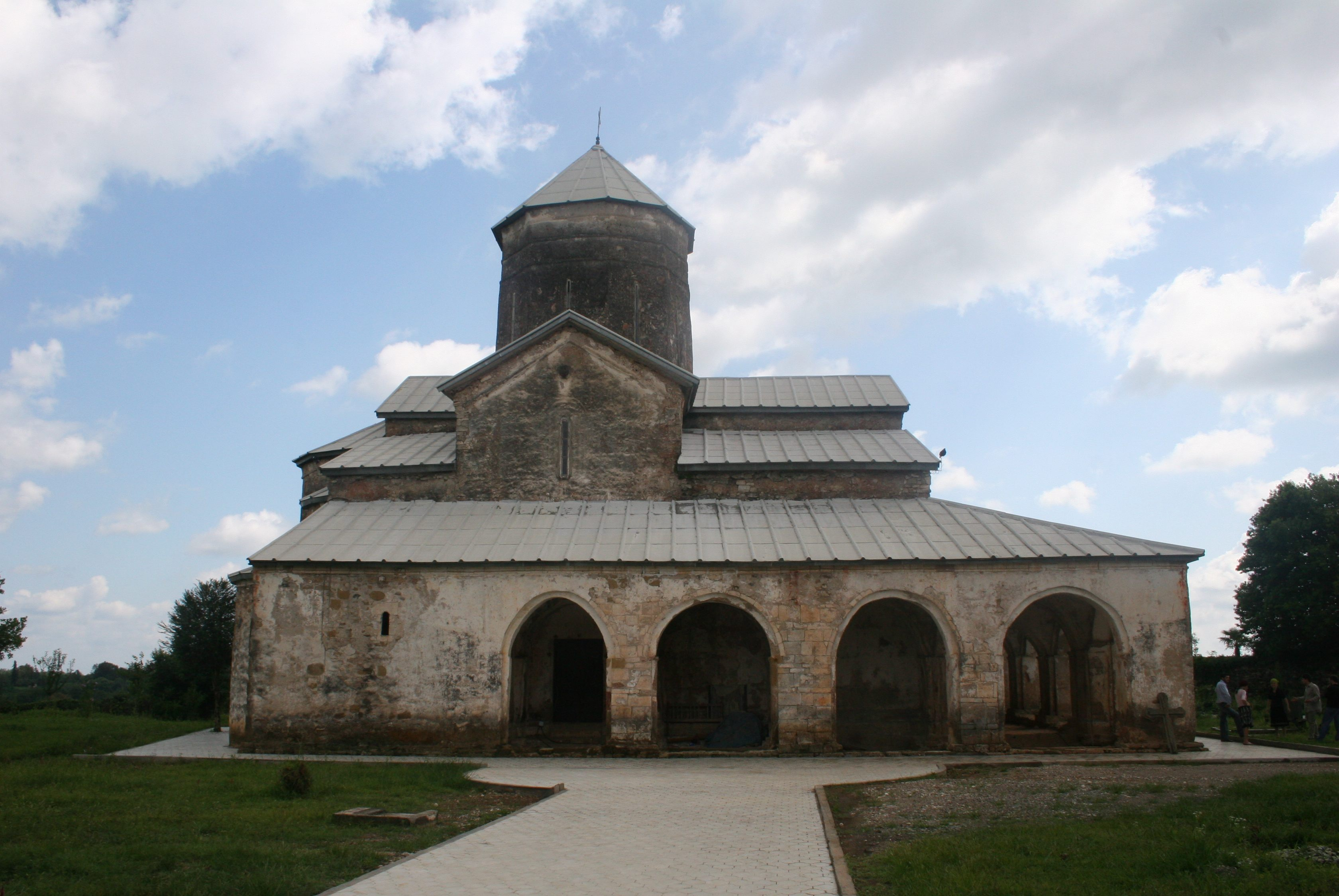
Catedral de Tsalendshija, fachada central

La Catedral de Tsalendshija o Catedral de Cristo Salvador en Tsalendzhikha (idioma georgiano: მაცხოვრის საკათედრო) es una iglesia medieval en la ciudad de Tsalendshija, Región de Samegrelo-Zemo Svaneti, en Georgia.
La catedral está bajo la jurisdicción de las diócesis de Zugdid y Tsaish de la Iglesia Ortodoxa de Georgia. La catedral de Tsalendshija es conocida por un ciclo único de murales, realizados en el llamado estilo «Paleologovskom» por artistas georgianos invitados por el maestro de Constantinopla.

## Ubicación geográfica
La iglesia se encuentra en el oeste de Georgia, en el territorio de Samegrelo y en la región de Zemo-Svaneti, a 30 km de Zugdidi, a orillas del río Tskhenistskali, en una colina baja, en la ciudad de Tsalendshija.

## Historia y arquitectura
Construida en los siglos XII-XIV, la catedral de Tsalendshija es un Iglesia en cruz inscrita y tres galerías de arcadas, de las cuales dos ubicadas en los lados sur y norte del templo se transformaron en la capilla familiar de la familia Dadiani, los gobernantes del principado de Mingrelia. La iglesia está rodeada por un muro con un campanario de dos pisos en la esquina noroeste. En la esquina occidental del patio se conservan las ruinas del Palacio Dadiani. Al oeste de la iglesia cavó un pasaje subterráneo, de 40-50 metros de longitud y 3-4 metros de altura. En el siglo XIX, colocó un nuevo piso. Entre los años 1960-1980, la iglesia fue parcialmente reparada y los frescos en mal estado fueron eliminados.

## Murales
Una inscripción bilingüe griega - georgiana en el pilar suroeste del templo dice que el templo está pintado por Manuel Eugenikos , un artista bizantino de Constantinopla, contratado por Vamek Dadiani (reinó 1384 - 1396 ), un funcionario georgiano de alto rango ( Mandaturrukhutsesi  - Ministro del Interior ). En la inscripción georgiana en el pilar del noroeste, se mencionan otras dos personas, Maharobeli Kvabalia y Andronik Gabisulava, enviadas para llevar a un artista griego a Georgia. En el siglo XVII, los frescos antiguos fueron restaurados por orden del obispo Eudemon Jaiani, mientras que el interior de la capilla adyacente se cubrió con nuevos frescos por mandato de León II Dadiani. De estas adiciones pictóricas tardías, solo fragmentos han llegado a nuestro tiempo, entre ellos está el retrato de la familia de  León II Dadiani en el muro sur de la capilla.
La pintura del maestro Eugenikos es uno de los mejores ejemplos del renacimiento paleológico tardío El programa iconográfico de la pintura mural de la iglesia es complejo y muy interesante, e incluye muchos temas que no son habituales en la pintura georgiana medieval. Junto con las inscripciones griegas, los frescos en los arcos están firmados en georgiano. Al parecer, los artistas locales ayudaron al famoso maestro griego.
Ahora los frescos están en peligro de extinción y necesitan protección y restauración de emergencia.